# أبتتيوود
أبتتيوود (بالإنجليزية: aptitude)‏ هو واجهة لاداة الحزم المتقدمة. يعرض ابتتيوود قائمة بالحزم ويتيح للمستخدم اختيار الحزم بطريقة تفاعلية بهدف تثبيتها أو ازالتها. يستخدم نظام بحث قوي بطريقة خاصة يمكنك من الاستفادة من نتائج بحث أكثر دقة. ابتتيوود انشئ في البداية لدبيان، لكنه ظهر في التوزيعات التي تستخدم حزم ار بي ام مثل كونيكتيفا.
ابتتيوود يعتمد على مكتبة ncurses ويستعمل من خلال الطرفية. مع توفير واجهة تحتوي على بعض العناصر التي عادة ما تجدها في الوجهات الرسومية، مثل القوائم المنسدلة.
ابتتيوود يقدم واجهة سطر اوامر شاملة، وبالرغم من أن ابتتيوود يمكن استخدامه وحده، فانه يوفر وظائف تستخدم من سطر الاوامر مماثلة لتلك التي تقدمها عائلة أدوات-ابت (apt-get, apt-cache, apt-listchanges، الخ.). ابتتيوود يحاكي أيضا معظم الاوامر التي يستخدمها ابت-جت، ومحاولة استبدال بعض استخدامات ابت-جت من خلال ابتتيوود.
تحتاج أثناء تعاملك مع ابتتيوود aptitude إلى صلاحيات المستخدم الجذر ،ويتم ذلك اما بوضع كلمة sudo امام كل أمر يحتاج صلاحيات المستخدم الجذر، أو استعمال su لتدخل بحساب المستخدم الجذر.

## الاستعمال من خلال الواجهة النصية
المفتاح F10 أو كنترول+t تفعيل القائمة المنسدلة
المفتاح ? يظهر لنا مربع البحث
الاسهم يمين ،يسار، فوق ،تحت للتنقل بين الخيارات
المفتاح انتر Enter للاختيار
المفتاح '+' تنزيل/تحديث حزم حزمة
المفتاح '-' حذف حزم حزمة
المفتاح q للخروج أو استعمل المفاتيح ctrl+z
المفتاح k أو السهم لأعلى، الصعود لخيار لفوق
المفتاح j أو السهم لاسفل، النزول خيار لتحت
المفتاح المنزل أو كنترول+a الرجوع لأول حزمة
المفتاح end كنترول+e النزول لاخر حزمة
المفتاح u تحديث sources.list
المفتاح g تنزيل الحزمة المحددة

## استعماله من سطر الاوامر
- الصيغة العامة لكتابة الأمر

```
# aptitude action [arguments...]

```

- تحديث مصادر البرامج sources.list

```
# aptitude upgrade

```

- تحديث البرامج إلى إصدار أحدث aptitude upgrade

```
# aptitude upgrade

```

- تحديث النظام لاصدار أحدث  aptitude dist-upgrade

```
# aptitude dist-upgrade

```

- تحديث امن للنظام aptitude safe-upgrade

```
# aptitude safe-upgrade

```

- الترقية الشاملة للنظام (غير مستحسن) aptitude full-upgrade

```
# aptitude full-upgrade

```

- حذف برنامج مع بقاء ملفات 'config' الاعداد aptitude remove

```
# aptitude remove vlc

```

- حذف برنامج مع ملفات 'config' الاعداد aptitude purge

```
# aptitude purge vlc

```

- بحث عن برنامج aptitude search

```
# aptitude search vlc

```

- عرض كل المعلومات عن برنامج معين بالتفصيل من بداية إصدار البرنامج,

المكتبات التي يحتاجها...
```
# aptitude showpkg

```

- عرض كل الحزم المتوفرة على النظام مع بعض المعلومات حول الحزم

```
# aptitude dumpavail

```

- اظهار أسماء كل الحزم المتوفر على النظام

```
# aptitude pkgnames

```

- معرفة الإصدارات المتوفرة للبرنامج

```
# aptitude versions vlc

```

- إصلاح الحزم المكسورة

```
# aptitude install -f

```

## وصلات خارجية
- مدير الحزم ابتتيوود على موقع Open Hub (الإنجليزية)
- مدير الحزم ابتتيوود على موقع SourceForge (الإنجليزية)
- http://algebraicthunk.net/~dburrows/projects/aptitude/
- http://حزمةs.debian.org/aptitude
- http://people.debian.org/~dburrows/aptitude-doc

1. ↑  "The aptitude Open Source Project on Open Hub: Languages Page". أهلوه. اطلع عليه بتاريخ 2018-10-30.
2. ↑  وصلة مرجع: https://salsa.debian.org/apt-team/aptitude/-/tags/0.8.13.
3. ↑  "The aptitude Open Source Project on Open Hub: Code Locations Page". أهلوه. اطلع عليه بتاريخ 2018-10-30.
4. ↑  وصلة مرجع: https://salsa.debian.org/apt-team/aptitude/blob/debian/0.8.10-9/COPYING. الوصول: 20 يوليو 2018.

مراجع
Aptitude
http://www.debian.org/doc/manuals/reference/ch02.en.html#_literal_apt_get_literal_literal_apt_cache_literal_vs_literal_aptitude_literal